# Надприродні можливості
«Надприродні можливості» — короткометражний фільм чеського режисера Петра Зеленка, що вийшов на екрани в 2001 році.

## Зміст
У Пітера приголомшлива робота — він популярний фокусник у модному нічному клубі Праги, і його шоу зриває більше оплесків, ніж виступ стриптизерок. У нього гарна асистентка, готова його розрадити у скрутні дні, але на його шиї висить каменем нетямуща сестра, яка ні на що не годиться. Одного разу його життя круто змінюється на краще — чи гірше? — він виявляє у себе надприродні здібності, які дозволяють йому бачити майбутнє, чути музику, тільки доторкаючись до дисків, і ще Бог знає що. Але проблема в тому, що він вже не може нічого контролювати — ні своє магічне шоу, ні своє любовне життя, ні еротичні фантазії своєї сестри.

## Ролі
| Актор          | Роль |
| -------------- | ---- |
| Іван Троян     | -    |
| Нела Боудова   | -    |
| Томаш Павелка  | -    |
| Сюзана Сулаєва | -    |

## Знімальна група
- Режисер — Петр Зеленка
- Сценарист — Петр Зеленка
- Продюсер — Регіна Циглер, Таня Медінг, Павло Стрнад